# Късметлия
„Късметлия“ или „Щастливец“ (на английски: Lucky) е американски телевизионна компютърна анимация от 2019 г. Като оригинален анимационен филм на Nickelodeon, озвучаващият състав се състои от Марк Хамил, Кира Косарин, Рон Фънчес, Флула Борг и Гунар Сийзмор. Премиерата е излъчена на 8 март 2019 г.

## Озвучаващ състав
- Гунар Сийзмор – Хап
- Кира Косарин – Шанън
- Рон Фънчес – Сами
- Флула Борг – Реджи
- Марк Хамил – Хулилан
- Пьотър Майкъл – Разказвача

## В България
В България филмът е излъчен по локалната версия на „Никелодеон“ на 19 май 2019 г. в неделя от 12:20.Повторенията са излъчвани многократно по „Никтуунс“ в средата.
По-късно е достъпен в стрийминг платформата SkyShowtime.

### Нахсинхронен дублаж
| Роля              | Изпълнител               |
| ----------------- | ------------------------ |
| Разказвач         | Симеон Владов            |
| Хари Хулахан      | Симеон Владов            |
| Хап Максуини      | Стоян Кукуванов          |
| Майката на Хап    | Августина-Калина Петкова |
| Бащата на Хап     | Здравко Димитров         |
| Сами              | Росен Русев              |
| Реджи             | Христо Димитров          |
| Шанън             | Десислава Чардаклиева    |
| Госпожа Дорис     | Жени Пашова              |
| Гном охранител    | Петър Калчев             |
| Кен, Бизнес гнома | Живко Джуранов           |

| Обработка           | студио „Про Филмс“ |
| ------------------- | ------------------ |
| Режисьор на дублажа | Евгения Ангелова   |
| Тонрежисьор         | Девора Иванова     |